# Gobiinae
Gobiinae, ili pravi glavoči, su potporodica glavoča. Sastoji se od 163 roda, a posljednji je otkriven i opisan 2023. te imenovan u čast hrvatskog ihtiologa Marcela Kovačića. U tom rodu postoje tri vrste. Opis roda objavljen je u časopisu Spixiana.

## Rodovi
1. Acentrogobius Bleeker, 1874
2. Afurcagobius Gill, 1993
3. Akko Birdsong & Robins, 1995
4. Amblyeleotris Bleeker, 1874
5. Amblygobius Bleeker, 1874
6. Amoya Herre, 1927
7. Ancistrogobius Shibukawa, Yoshino & Allen, 2010
8. Antilligobius Van Tassell & Tornabene, 2012
9. Aphia Risso, 1827
10. Arcygobius Larson & Wright, 2003
11. Arenigobius Whitley, 1930
12. Aruma Ginsburg, 1933
13. Asra Iljin, 1941
14. Asterropteryx Rüppell, 1830
15. Aulopareia Smith, 1945
16. Austrolethops Whitley, 1935
17. Babka Iljin, 1927
18. Barbulifer Eigenmann & Eigenmann, 1888
19. Barbuligobius Lachner & McKinney, 1974
20. Bathygobius Bleeker, 1878
21. Benthophiloides Beling & Iljin, 1927
22. Benthophilus Eichwald, 1831
23. Bollmannia Jordan, 1890
24. Bryaninops Smith, 1959
25. Buenia Iljin, 1930
26. Cabillus Smith, 1959
27. Caffrogobius Smitt, 1900
28. Callogobius Bleeker, 1874
29. Carrigobius Van Tassell, Tornabene & Gilmore, 2016
30. Caspiosoma Iljin, 1927
31. Cerogobius Kovačić, Bogorodsky, Troyer & Tornabene, 2019
32. Chriolepis Gilbert, 1892
33. Chromogobius de Buen, 1930
34. Corcyrogobius Miller, 1972
35. Coryogalops Smith, 1958
36. Coryphopterus Gill, 1863
37. Cristatogobius Herre, 1927
38. Croilia Smith, 1955
39. Cryptocentroides Popta, 1922
40. Cryptocentrus Valenciennes, 1837
41. Cryptopsilotris Van Tassell, Tornabene & Gilmore, 2016
42. Crystallogobius Gill, 1863
43. Ctenogobiops Smith, 1959
44. Deltentosteus Gill, 1863
45. Didogobius Miller, 1966
46. Discordipinna Hoese & Fourmanoir, 1978
47. Drombus Jordan & Seale, 1905
48. Ebomegobius Herre, 1946
49. Echinogobius Iwata, Hosoya & Niimura, 1998
50. Egglestonichthys Miller & Wongrat, 1979
51. Ego Randall, 1994
52. Elacatinus Jordan, 1904
53. Eleotrica Ginsburg, 1933
54. Enypnias Jordan & Evermann, 1898
55. Evermannia Jordan, 1895
56. Evermannichthys Metzelaar, 1919
57. Eviota Jenkins, 1903
58. Exyrias Jordan & Seale, 1906
59. Favonigobius Whitley, 1930
60. Feia Smith, 1959
61. Fusigobius Whitley, 1930
62. Gammogobius Bath, 1971
63. Ginsburgellus Böhlke & Robins, 1968
64. Gladiogobius Herre, 1933
65. Glossogobius Gill, 1859
66. Gobiodon Bleeker, 1856
67. Gobiopsis Steindachner, 1861
68. Gobiosoma Girard, 1858
69. Gobius Linnaeus, 1758
70. Gobiusculus Duncker, 1928
71. Gobulus Ginsburg, 1933
72. Gorogobius Miller, 1978
73. Grallenia Shibukawa & Iwata, 2007
74. Gymneleotris Bleeker, 1874
75. Gymnesigobius Kovačić, Ordines, Ramirez-Amaro & Schliewen, 2019
76. Hazeus Jordan & Snyder, 1901
77. Hetereleotris Bleeker, 1874
78. Heterogobius Bleeker, 1874
79. Heteroplopomus Tomiyama, 1936
80. Hyrcanogobius Iljin, 1928
81. Istigobius Whitley, 1932
82. Kelloggella Jordan & Seale, 1905
83. Koumansetta Whitley, 1940
84. Larsonella Randall & Senou, 2001
85. Lebetus Winther, 1877
86. Lesueurigobius Whitley, 1950
87. Lobulogobius Koumans, 1944
88. Lophogobius Gill, 1862
89. Lotilia Klausewitz, 1960
90. Lubricogobius Tanaka, 1915
91. Luposicya Smith, 1959
92. Lythrypnus Jordan & Evermann, 1896
93. Macrodontogobius Herre, 1936
94. Mahidolia Smith, 1932
95. Mangarinus Herre, 1943
96. Marcelogobius n. gen. Schliewen, 2023
97. Mauligobius Miller, 1984
98. Mesogobius Bleeker, 1874
99. Microgobius Poey, 1876
100. Millerigobius Bath, 1973
101. Minysicya Larson, 2002
102. Myersina Herre, 1934
103. Nematogobius Boulenger, 1910
104. Neogobius Iljin, 1927
105. Nes Ginsburg, 1933
106. Obliquogobius Koumans, 1941
107. Odondebuenia de Buen, 1930
108. Ophiogobius Gill, 1863
109. Oplopomops Smith, 1959
110. Oplopomus Valenciennes, 1837
111. Opua Jordan, 1925
112. Paedovaricus Van Tassell, Tornabene & Gilmore, 2016
113. Palatogobius Gilbert, 1971
114. Palutrus Smith, 1959
115. Parachaeturichthys Bleeker, 1874
116. Paragobiodon Bleeker, 1873
117. Paratrimma Hoese & Brothers, 1976
118. Pariah Böhlke, 1969
119. Parkraemeria Whitley, 1951
120. Parrella Ginsburg, 1938
121. Pascua Randall, 2005
122. Pennatuleviota Prokofiev, 2007
123. Phoxacromion Shibukawa, Suzuki & Senou, 2010
124. Phyllogobius Larson, 1986
125. Pinnichthys Van Tassell, 2016
126. Platygobiopsis Springer & Randall, 1992
127. Pleurosicya Weber, 1913
128. Pomatoschistus Gill, 1863
129. Ponticola Iljin, 1927
130. Porogobius Bleeker, 1874
131. Priolepis Valenciennes, 1837
132. Proterorhinus Smitt, 1900
133. Psammogobius Smith, 1935
134. Pseudaphya Iljin, 1930
135. Psilogobius Baldwin, 1972
136. Psilotris Ginsburg, 1953
137. Pycnomma Rutter, 1904
138. Rhinogobiops Hubbs, 1926
139. Risor Ginsburg, 1933
140. Robinsichthys Birdsong, 1988
141. Signigobius Hoese & Allen, 1977
142. Silhouettea Smith, 1959
143. Siphonogobius Shibukawa & Iwata, 1998
144. Speleogobius Zander & Jelinek, 1976
145. Stonogobiops Polunin & Lubbock, 1977
146. Sueviota Winterbottom & Hoese, 1988
147. Sufflogobius Smith, 1956
148. Thorogobius Miller, 1969
149. Tigrigobius Fowler, 1931
150. Tomiyamichthys Smith, 1956
151. Trimma Jordan & Seale, 1906
152. Trimmatom Winterbottom & Emery, 1981
153. Tryssogobius Larson & Hoese, 2001
154. Valenciennea Bleeker, 1856
155. Vanderhorstia Smith, 1949
156. Vanneaugobius Brownell, 1978
157. Varicus Robins & Böhlke, 1961
158. Vomerogobius Gilbert, 1971
159. Wheelerigobius Miller, 1981
160. Yoga Whitley, 1954
161. Yongeichthys Whitley, 1932
162. Zebrus de Buen, 1930
163. Zosterisessor Whitley, 1935